# Calao à casque plat
Buceros hydrocorax
Espèce
Statut de conservation UICN

 VU A2cd+3cd+4cd : Vulnérable
Statut CITES
Le Calao à casque plat (Buceros hydrocorax) est une espèce d'oiseau de la famille des Bucerotidae, endémique des Philippines.

## Sous-espèces
D'après Alan P. Peterson, cette espèce est constituée des trois sous-espèces suivantes :
- Buceros hydrocorax hydrocorax Linnaeus, 1766 ;
- Buceros hydrocorax mindanensis Tweeddale, 1877 ;
- Buceros hydrocorax semigaleatus Tweeddale, 1878.